# Аннополь-Малий
Аннополь-Малий (пол. Annopol Mały) — село в Польщі, у гміні Черневиці Томашовського повіту Лодзинського воєводства.
Населення — 23 особи (2011).
У 1975-1998 роках село належало до Пйотрковського воєводства.

## Демографія
Демографічна структура станом на 31 березня 2011 року:
|          | Загалом | Допрацездатний вік | Працездатний вік | Постпрацездатний вік |
| -------- | ------- | ------------------ | ---------------- | -------------------- |
| Чоловіки | 10      | 2                  | 6                | 2                    |
| Жінки    | 13      | 3                  | 8                | 2                    |
| Разом    | 23      | 5                  | 14               | 4                    |